# Phlyaria cyara
Phlyaria cyara är en fjärilsart som beskrevs av William Chapman Hewitson 1876. Phlyaria cyara ingår i släktet Phlyaria och familjen juvelvingar. Inga underarter finns listade i Catalogue of Life.

## Bildgalleri

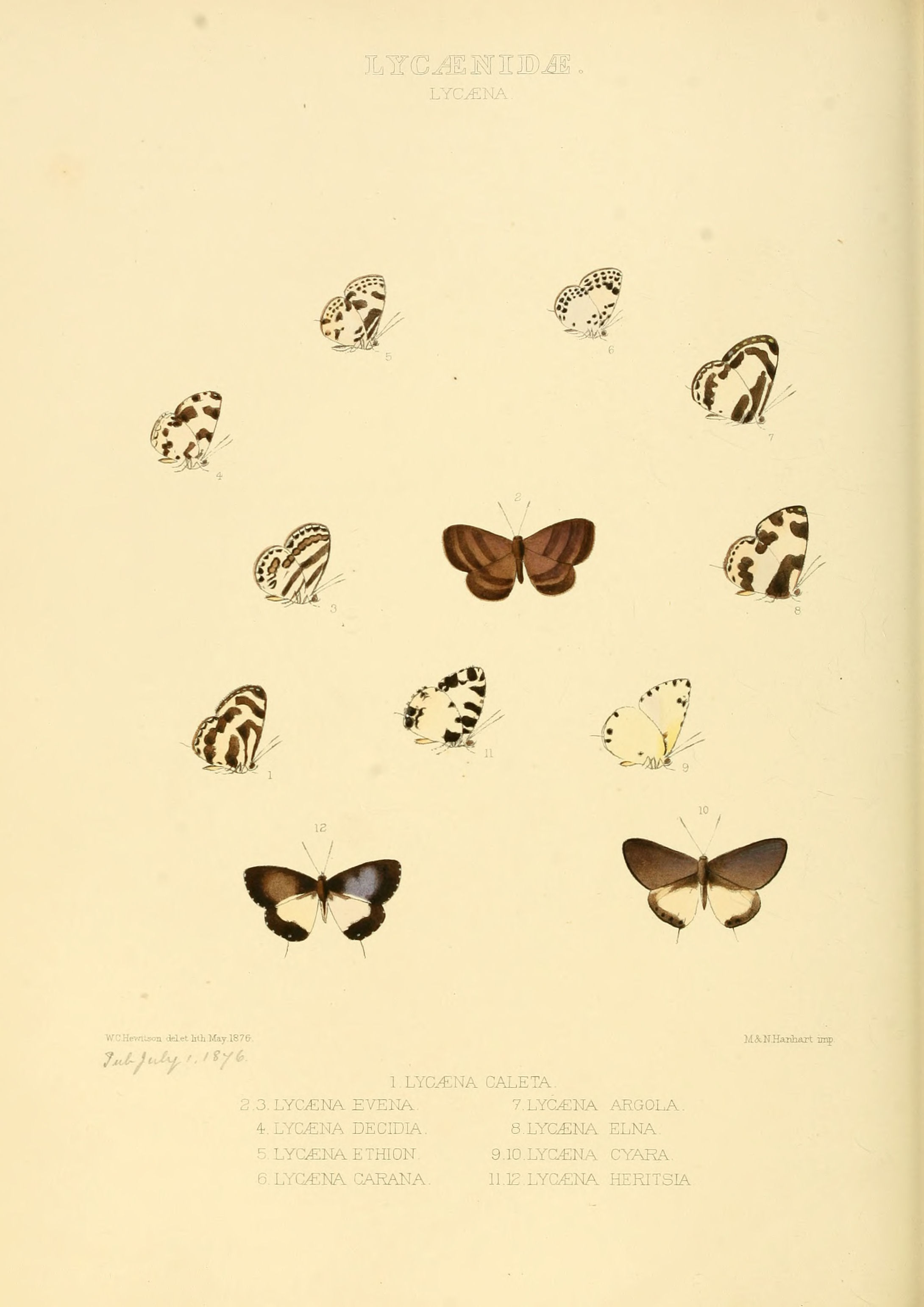
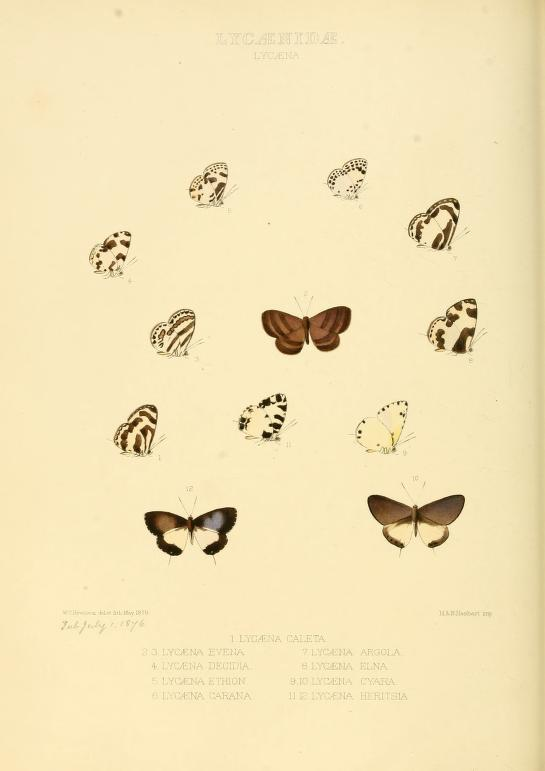